# Meta Tracker
Meta Tracker (kurz Tracker) ist ein freies Softwaresystem zur sogenannten Desktopsuche für unixoide Betriebssysteme wie Linux.
Es zeichnet sich durch einen effizienten Umgang mit Systemressourcen und vergleichsweise hohe Arbeitsgeschwindigkeit aus und hat wenige Abhängigkeiten.
Es besteht aus (SQL-)Datenbank, Indexer (dem Daemon trackerd) und Suchanwendung (Kommandozeilenprogramm tracker-search und GTK-basierte grafische Benutzeroberfläche namens tracker-search-tool). Anwendungen können über eine Programmierschnittstelle auf die Dienste von Tracker zugreifen. Es ist in der Programmiersprache C geschrieben und hält sich an die Standards von freedesktop.org.
Es ist als Standardsystem in die Desktop-Umgebung Gnome integriert, jedoch keine spezielle Gnome-Software (abgesehen von der GLib-Abhängigkeit). Gnomes Standarddateimanager Nautilus integriert Trackers Funktionalität ab Version 2.13.4, unterstützt daneben jedoch alternativ auch Beagle.
Einer der Entwickler der Gnome-Software Conduit schlug Anfang 2007 die Integration von Tracker in Gnome vor. Es wurde schon für Gnome 2.18 vorgeschlagen, schaffte es jedoch erst in eine spätere Version.